# Siège du château de Conflans
Guerre franco-savoyarde (1600-1601)
Batailles
Guerre franco-savoyarde (1600-1601)
- Bourg-en-Bresse
- Montmélian
- Chambéry
- Conflans
- Charbonnières
- Maurienne et Tarentaise
- Comté de Nice
- Marquisat de Saluces

Le siège du château de Conflans également appelé plus simplement siège de Conflans  est un épisode de la guerre franco-savoyarde qui se déroule du  25 au 27 août 1600 et qui voit les troupes françaises du Maréchal de Lesdiguières prendre le château de Conflans.

## Contexte
Lorsqu'en 1562, la maison de Saluces, anciennement souveraine puis vassale de la France s'éteignit par la mort de Gabriel de Saluces, dernier marquis, François Ier, réunit le marquisat de Saluces à la couronne de France.
Pour Charles-Emmanuel la possession de ce territoire était presque indispensable pour avoir une communication entre le Piémont et le comté de Nice. Profitant des troubles intérieurs français, il s'empare, le 1er octobre 1588, du marquisat sous prétexte d'empêcher le chef des Protestants en Dauphiné, Lesdiguières, de le prendre pour répandre ses doctrines en Italie.
Le 20 décembre 1599, le roi de France reçoit le duc de Savoie à Fontainebleau. Afin de régler le différend, Henri IV offre à Charles-Emmanuel soit de garder le marquisat de Saluces contre la cession de la Bresse soit de le rendre purement et simplement. Le duc de Savoie demanda un délai de réflexion de 3 mois et repartit très mécontent en mars 1600 pour ses États. Il s'adressa à la cour d'Espagne par l'intermédiaire du gouverneur de Milan Pedro Enríquez de Acevedo, comte de Fuentes, pour l'assister dans ses projets.
Le terme de 3 mois étant écoulé, Henri IV fait sommer Charles-Emmanuel de se déclarer. Le prince répond que la guerre lui serait moins préjudiciable qu'une paix comme celle qu'on lui offrait. Immédiatement, Henri IV lui déclare la guerre, le 11 août 1600, afin de pas laisser le temps au comte de Fuentes de terminer ses préparatifs, et envahit le duché de Savoie.
Le 13 août Bourg en Bresse est prise, la ville de Montmélian est prise par Lesdiguières le 14 août d'après Barbiche, Babelon quant à lui indique le 17 août, le siège immédiatement est mis devant la forteresse. Le 24 août Chambéry capitule.
À partir du 17 août, le corps d'armée du maréchal de Lesdiguières, remonte la vallée de l'Isère avec trois régiments et deux canons et marche sur Saint-Pierre-d'Albigny, Miolans en direction de Conflans afin de rencontrer les troupes savoyardes commandées par Pierre de Seyssel, qui décampe apprenant qu'il allait être attaqué.

## Le siège
Le 22 août, le corps d'armée de Lesdiguières part de Montmélian en direction de Saint-Pierre-d'Albigny et du château de Miolans et met le feu aux faubourgs de Conflans. Les habitants se retirent dans la ville alors que le maréchal passe la nuit à Saint-Pierre-d'Albigny.

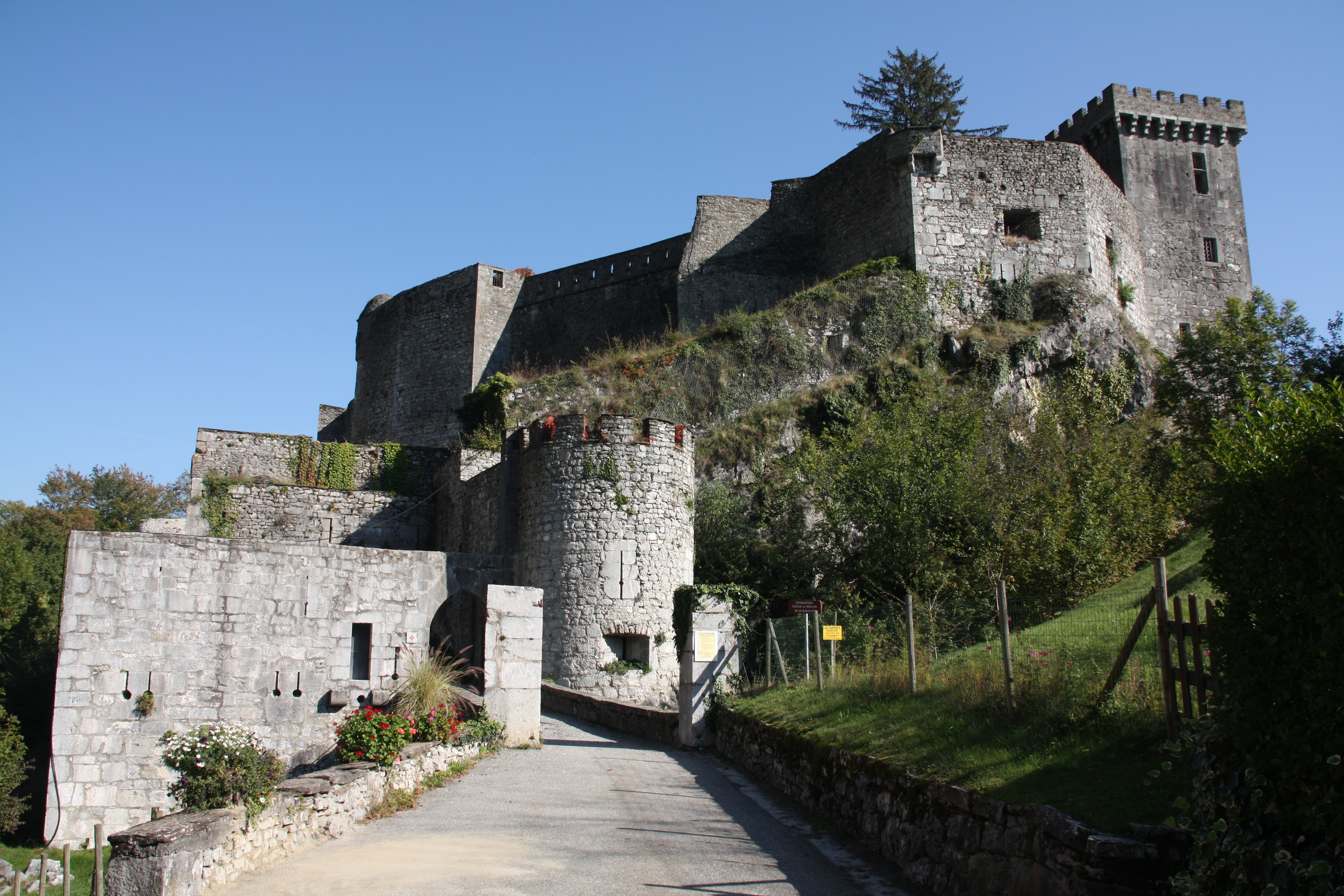
Le Château de Miolans

Le 23 août, laissant une partie de ses troupes face à Conflans, Lesdiguières s'avance vers le château de Miolans qui est pris le lendemain. Après la capitulation de la citadelle de Chambéry, le 24 août, et avoir laissé dans la ville une force suffisante pour le blocus et garder les approvisionnements et son parc de munitions Henri IV partit rejoindre Lesdiguières qui était arrivé à Conflans.
Le château de Conflans était construit à la jonction de l'Arly et de l'Isère et sur le haut du bourg, pour défendre l'entrée de la Tarentaise et était défendu par environ 1 000 à 1 300 soldats commandés par le baron Nicolas de Vateville, marquis de Versoy, gouverneur de Conflans, le baron de la Val-d'Isère et le capitaine Jean Prémontois.

Le 25 août, 3 compagnies des Gardes Françaises font leurs approches sur le bas de la place, ainsi que dans le faubourg et la ville que les défenseurs n’avaient pas brûlé. Un combat contre une quarantaine de mousquetaires savoyards s'engagea et les gardes furent repoussés jusqu'au bas de la montagne. 7 compagnies sous le commandement de Créquy arrivèrent ensuite en renfort.

Une seconde attaque fut lancée. Un pétard fut posé sur une porte, mais celui-ci fut plus de bruit que de mal. Les assiégeants sapèrent alors une maison forte, y mirent le feu et pénétrèrent dans la ville contraignant ses 40 défenseurs à la reddition. Après avoir investi la forteresse il fit faire la reconnaissance de la place forte. Créquy avait repéré un rocher d’où l'artillerie française pourrait dominer le château de Conflans afin de le battre, mais le maréchal déclara le rocher inaccessible. N'étant pas d'accord avec son beau-père Créquy obtint son autorisation pour tenter l'escalade.

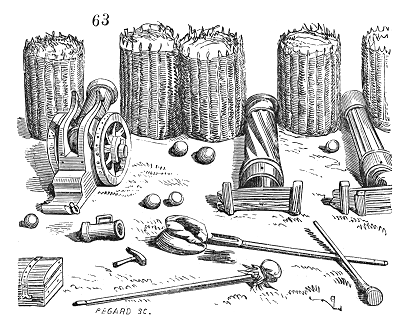
Gabion en osier (XVIe siècle).

Le 26 août, au petit matin, il fait amener les 2 canons avec leurs munitions, leurs gabions et plates-formes au pied de la montagne puis fait creuser des paliers pour les soldats chargés de hisser les canons à raison de 50 soldats par pièce. Promptement, les gabions arrivèrent en premier au sommet des bosses suivis des plates-formes, des munitions, des affûts puis des canons.

Le 27 août, à 11 heures, la batterie de canons est installée et commence à tirer sur l'arrière du château à la grande surprise des assiégés. Dans le même temps une autre batterie, située dans la ville, après avoir tiré une cinquantaine de coups, faisait une brèche dans la courtine.

À 14 heures, alors que des volontaires se préparaient à donner l'assaut devant le Roi, le gouverneur de Conflans fait battre la chamade pour se rendre. 

À 16 heures, Les défenseurs négocièrent et consentirent leur reddition « à condition qu'on leur laifferoit vie & bagues fauves, & furent efcortés jufqu'en lieu de fûreté ».

« Le soir même les 1 300 hommes de la garnison défilèrent devant les Français moins nombreux qu'eux ».

La capitulation ne fut toutefois signée que le lendemain.

## Conséquence
Les défenseurs, promirent de ne point servir pendant douze jours et partent en direction du Piémont. Le 28 août 600 soldats français sous les ordres de du Plessis occupent le château.

Le 29 août, l'armée française retourne à Saint-Pierre-d'Albigny et la nuit, Créquy et Abel de Bérenger de Morges furent détachés avec leurs troupes pour investir le château de Charbonnières.